# 3つの立方数の和
| - 9を法として4、5と合同でない全ての自然数は、3つの立方数の和として表せるか？ - その方法は無限に存在するか？ |

の自然数に対し、となるを片対数グラフに表したもの。緑の部分は解が存在しないことが示されている。

3つの立方数の和（3つのりっぽうすうのわ、Sums of three cubes）は整数の立方数3つを合計したものである。
{\displaystyle x,y,z\in \mathbb {Z} }
{\displaystyle x^{3}+y^{3}+z^{3}=n}
{\displaystyle n\not \equiv \pm 4{\pmod {9}}}
任意のnに対して、条件を満たす解{\displaystyle x,y,z}の組を求める問題は、1950年代に数学者ルイス・モーデルによって考え出された。いくつかの{\displaystyle n}に対する解の探索には長い時間を要するが、マサチューセッツ工科大学(MIT)などの研究グループでは効率の良いアルゴリズムの探求や分散コンピューティングを利用することで計算を行っている。すべての{\displaystyle n}に対して解となる組は無限に存在するという予想もあるが、証明はされていない。

## 準備
ここで{\displaystyle n}の値について、9を法として4、5に合同な値を除外する条件が付けられているのは、そのような{\displaystyle n}が存在し得ないからである。このことは以下のように確かめられる。
まず最初に、全ての立方数は9を法として0、1、8のいずれかに合同となることを示す。すべての整数{\displaystyle k}は以下3パターンのいずれかで表すことができる（ここで{\displaystyle m}は整数）。
{\displaystyle k=3m}…(1)
{\displaystyle k=3m+1}…(2)
{\displaystyle k=3m+2}…(3)
これらを立方し、9を法としたときの剰余を考えると、
{\displaystyle k^{3}=27m\equiv 0{\pmod {9}}}…(1)の場合
{\displaystyle k^{3}=27m^{3}+27m^{2}+9m+1\equiv 1{\pmod {9}}}…(2)の場合
{\displaystyle k^{3}=27m^{3}+54m^{2}+36m+8\equiv 8{\pmod {9}}}…(3)の場合
となり、題意は示された。
次に3つの立方数の和を考えると、以下の10パターンが存在する。
{\displaystyle 0+0+0=0\equiv 0{\pmod {9}}}
{\displaystyle 0+0+1=1\equiv 1{\pmod {9}}}
{\displaystyle 0+0+8=8\equiv 8{\pmod {9}}}
{\displaystyle 0+1+1=2\equiv 2{\pmod {9}}}
{\displaystyle 0+1+8=9\equiv 0{\pmod {9}}}
{\displaystyle 0+8+8=16\equiv 7{\pmod {9}}}
{\displaystyle 1+1+1=3\equiv 3{\pmod {9}}}
{\displaystyle 1+1+8=10\equiv 1{\pmod {9}}}
{\displaystyle 1+8+8=17\equiv 8{\pmod {9}}}
{\displaystyle 8+8+8=24\equiv 6{\pmod {9}}}
したがって3つの立方数の和は9を法とした場合、4、5と合同にはならないことがわかる。

## 小さなn
{\displaystyle n}が0、1、2の場合、題意を満たすような{\displaystyle x,y,z}は無限に存在する。{\displaystyle a,b,c}を整数とすると、
{\displaystyle n=0}
{\displaystyle a^{3}+(-a)^{3}+0^{3}=0}
{\displaystyle n=1}
{\displaystyle (9b^{4})^{3}+(3b-9b^{4})^{3}+(1-9b^{3})^{3}=1}
{\displaystyle n=2}
{\displaystyle (1+6c^{3})^{3}+(1-6c^{3})^{3}+(-6c^{2})^{3}=2}
なお、{\displaystyle n=0}の場合はこれ以外の解はない（必ず1個は0となる）。ゼロを1つも含まない解を仮定すると、フェルマーの最終定理の冪数が3の場合の解を得られることになってしまう。
{\displaystyle n=2}の場合はこれで全ての解が生成されるわけではない。例えば、以下の解は上記の式からは出てこない。
{\displaystyle 1214928^{3}+3480205^{3}+(-3528875)^{3}=2}

## 推移
この問題は、1953年にルイス・モーデルが論文中で、{\displaystyle n=3}の場合について
{\displaystyle 3=1^{3}+1^{3}+1^{3}}
{\displaystyle 3=4^{3}+4^{3}+(-5)^{3}}
以外の解は存在するであろうかと問題提起したことに端を発する。モーデルは非特異代数曲線上の有理点の個数に関する予想を提起するなど広く存在が知られた大数学者であったこともあり、数学者による取り組みが始まり、やがて1955年には{\displaystyle n}が100以下の場合についての解を求めるという問題に発展。発見方法も手計算から計算機へと主役が変わり、2016年の時点では{\displaystyle n=100}以下の場合では{\displaystyle n=33,42}の場合を除いて解が発見された。
しかし{\displaystyle n=33,42}の場合の解の発見は困難を極め、2015年11月の時点で{\displaystyle n=33}の場合については{\displaystyle 10^{14}}以下の範囲には解がないことが判明していた。ここでイギリス・ブリストル大学のアンドリュー・ブッカー教授がこの問題に興味を示し、取り組むこととなった。ブッカーはこの時点で解が発見されていなかった{\displaystyle n}が1000以下の場合を再確認し、
{\displaystyle n=33,42,114,165,390,579,627,633,732,795,906,921,975}
これらがすべて9を法として3または6と合同であることに着目し、解を求めるアルゴリズムを考案。大学のスーパーコンピュータを用いて、2019年2月に{\displaystyle n=33}の解を見つけ出した。計算には約3週間を要した。
{\displaystyle 33=(-2736111468807040)^{3}+(-8778405442862239)^{3}+8866128975287528^{3}}
次にブッカーは{\displaystyle n=42}の場合に取り組むが、より困難な計算となることが予想されたため並列処理の第一人者であるマサチューセッツ工科大学(MIT)のアンドリュー・サザーランド教授に協力を仰いだ。チャリティー・エンジンと呼ばれる、世界中にある50万台以上のパソコンのバックグラウンド処理能力を結集したスーパーコンピュータを使用し、アルゴリズムも適宜改良していくことで、2019年9月に{\displaystyle n=42}の解を見つけ出した。
{\displaystyle 42=12602123297335631^{3}+80435758145817515^{3}+(-80538738812075974)^{3}}
直後にはモーデルによるオリジナルの問いかけである、{\displaystyle n=3}の場合の第3の解についても二人のアンドリューによって発見された。2週間で発見されているが、40万台のパソコンを並列して使用したため、総合計では全世界で400万時間分の処理時間を要している。
{\displaystyle 3=(-472715493453327032)^{3}+(-569936821113563493509)^{3}+569936821221962380720^{3}}
イギリスの数学者ロジャー・ヒース＝ブラウンは以下のように扱いやすい式に変形することを提案し、発見作業の効率化につながった。ブラウン自身は一つの{\displaystyle n}に対しては解が無限に存在すると予想している。
{\displaystyle n-z^{3}=x^{3}+y^{3}=(x+y)(x^{2}-xy+y^{2})}

## nが100以下の場合
{\displaystyle n}が100以下の場合についての{\displaystyle x,y,z}は以下の通りとなる。ただし前述したように0、1、2の場合は無限に存在するなど1つの{\displaystyle n}に対しては複数の解が存在しうるため、ここでは代表的なもののみを示す。
- n=0～74について[6][7][8]

| n   | x                   | y                      | z                     |
| --- | ------------------- | ---------------------- | --------------------- |
| 0   | 0                   | 0                      | 0                     |
| 1   | 0                   | 0                      | 1                     |
| 1   | 9                   | 10                     | -12                   |
| 2   | 0                   | 1                      | 1                     |
| 2   | 1214928             | 3480205                | -3528875              |
| 3   | 1                   | 1                      | 1                     |
| 3   | 4                   | 4                      | -5                    |
| 3   | -472715493453327032 | -569936821113563493509 | 569936821221962380720 |
| 6   | -1                  | -1                     | 2                     |
| 6   | 10529               | 60248                  | -60355                |
| 7   | 0                   | -1                     | 2                     |
| 8   | 0                   | 0                      | 2                     |
| 9   | 0                   | 1                      | 2                     |
| 10  | 1                   | 1                      | 2                     |
| 11  | -2                  | -2                     | 3                     |
| 12  | 7                   | 10                     | -11                   |
| 15  | -1                  | 2                      | 2                     |
| 16  | -511                | -1609                  | 1626                  |
| 17  | 1                   | 2                      | 2                     |
| 18  | -1                  | -2                     | 3                     |
| 19  | 0                   | -2                     | 3                     |
| 20  | 1                   | -2                     | 3                     |
| 21  | -11                 | -14                    | 16                    |
| 24  | 2                   | 2                      | 2                     |
| 24  | -2901096694         | -15550555555           | 15584139827           |
| 25  | -1                  | -1                     | 3                     |
| 26  | 0                   | -1                     | 3                     |
| 27  | 0                   | 0                      | 3                     |
| 27  | -4                  | -5                     | 6                     |
| 28  | 0                   | 1                      | 3                     |
| 29  | 1                   | 1                      | 3                     |
| 30  | -283059965          | -2218888517            | 2220422932            |
| 33  | -2736111468807040   | -8778405442862239      | 8866128975287528      |
| 34  | -1                  | 2                      | 3                     |
| 35  | 0                   | 2                      | 3                     |
| 36  | 1                   | 2                      | 3                     |
| 37  | 0                   | -3                     | 4                     |
| 38  | 1                   | -3                     | 4                     |
| 39  | 117367              | 134476                 | -159380               |
| 42  | 12602123297335631   | 80435758145817515      | -80538738812075974    |
| 43  | 2                   | 2                      | 3                     |
| 44  | -5                  | -7                     | 8                     |
| 45  | 2                   | -3                     | 4                     |
| 46  | -2                  | 3                      | 3                     |
| 47  | 6                   | 7                      | -8                    |
| 48  | -23                 | -26                    | 31                    |
| 51  | 602                 | 659                    | -796                  |
| 52  | 23961292454         | 60702901317            | -61922712865          |
| 53  | -1                  | 3                      | 3                     |
| 54  | -7                  | -11                    | 12                    |
| 55  | 1                   | 3                      | 3                     |
| 56  | -11                 | -21                    | 22                    |
| 57  | 1                   | -2                     | 4                     |
| 60  | -1                  | -4                     | 5                     |
| 61  | 0                   | -4                     | 5                     |
| 62  | 2                   | 3                      | 3                     |
| 63  | 0                   | -1                     | 4                     |
| 64  | 0                   | 0                      | 4                     |
| 64  | -3                  | -5                     | 6                     |
| 65  | 0                   | 1                      | 4                     |
| 66  | 1                   | 1                      | 4                     |
| 69  | 2                   | -4                     | 5                     |
| 70  | 11                  | 20                     | -21                   |
| 71  | -1                  | 2                      | 4                     |
| 72  | 7                   | 9                      | -10                   |
| 73  | 1                   | 2                      | 4                     |
| 74  | 66229832190556      | 283450105697727        | -284650292555885      |
| 75  | 4381159             | 435203083              | -435203231            |
| 78  | 26                  | 53                     | -55                   |
| 79  | -19                 | -33                    | 35                    |
| 80  | 69241               | 103532                 | -112969               |
| 81  | 10                  | 17                     | -18                   |
| 82  | -11                 | -11                    | 14                    |
| 83  | -2                  | 3                      | 4                     |
| 84  | -8241191            | -41531726              | 41639611              |
| 87  | -1972               | -4126                  | 4271                  |
| 88  | 3                   | -4                     | 5                     |
| 89  | 6                   | 6                      | -7                    |
| 90  | -1                  | 3                      | 4                     |
| 91  | 0                   | 3                      | 4                     |
| 92  | 1                   | 3                      | 4                     |
| 93  | -5                  | -5                     | 7                     |
| 96  | 10853               | 13139                  | -15250                |
| 97  | -1                  | -3                     | 5                     |
| 98  | 0                   | -3                     | 5                     |
| 99  | 2                   | 3                      | 4                     |
| 100 | -3                  | -6                     | 7                     |

## nが1000以下の場合
2015年11月の時点では未解決だった{\displaystyle n=1000}以下の場合についても、以下のように解が発見されている。
{\displaystyle 165=(-385495523231271884)^{3}+383344975542639445^{3}+98422560467622814^{3}} 
{\displaystyle 579=143075750505019222645^{3}+(-143070303858622169975)^{3}+(-6941531883806363291)^{3}}
{\displaystyle 795=(-14219049725358227)^{3}+14197965759741571^{3}+2337348783323923^{3}}
{\displaystyle 906=(-74924259395610397)^{3}+72054089679353378^{3}+35961979615356503^{3}} 